# Diócesis de Kangding
La diócesis de Kangding  o de Kangting  (en latín: Dioecesis Camtimensis y en chino tradicional, 天主教康定教區; en chino simplificado, 天主教康定教区) es una circunscripción eclesiástica de la Iglesia católica en China. Se trata de una diócesis latina, sufragánea de la arquidiócesis de Chongqing. Desde el 7 de enero de 1962 es sede vacante. El 24 de marzo de 1984 la Asociación Patriótica Católica China la puso bajo la administración de la diócesis de Xichang, sin el asentimiento de la Santa Sede, por lo que el administrador es el obispo John Lei Jia-pei.

## Territorio y organización
La diócesis tiene 160 000 km² y extiende su jurisdicción sobre los fieles católicos de rito latino residentes en la parte occidental de la provincia de Sichuan (antiguamente, Sechuan, Sutchuen o Szechwan) y teóricamente, toda la región autónoma del Tíbet. En concreto, abarca las dos regiones históricas de Kham y Sikkim, esta última con su sede en Darjeeling (India), separada del vicariato apostólico del Tíbet en 1929; Sichuan occidental como los condados y ciudades de la prefectura autónoma tibetana de Garzê: Batang, Chagsam, Dapba, Dawu, Draggo, Garzê, Litang, Nyagchukha, Nyagrong, Pelyul, Qagchêng, Rongzhag, Serxu, Tatsienlu; los condados de la prefectura autónoma tibetana y qiang de Ngawa: Chuchen y Tsanlha; el condado de Hanyuan de la ciudad de Ya'an en Sichuan central; los condados de la provincia histórica de Sikang: Dengke, Enda, Kemai, Ningjing, Taizhao; dos condados y una ciudad de la prefectura autónoma tibetana de Dêqên en la provincia de Yunnan: Dêqên, Shangri-La, Weixi; y los condados y ciudades de la región autónoma del Tíbet: Chagyab y Gonjo (Chamdo), Gongkar (Lhoka), Lhari (Nagqu).
La diócesis de Kangding limita al oeste con la diócesis de Jammu-Srinagar (India) y la diócesis de Simla y Chandigarh (India); al este con la diócesis de Chengdu (Sichuan) y la diócesis de Jiading (Sichuan); al noroeste con la prefectura apostólica de Sinkiang (Sinkiang); al nordeste con la prefectura apostólica de Xining (Kokonor) y la diócesis de Qinzhou (Gansu); al sudoeste con el vicariato apostólico de Nepal (Nepal) y la eparquía de Bijnor (India); al sudeste con la diócesis de Ningyuan (País Nosu de Sichuan), diócesis de Dali (Yunnan) y la diócesis de Myitkyina (Birmania); y al sur con la diócesis de Darjeeling (India) y la diócesis de Itanagar (India).
La sede de la diócesis se encuentra en la ciudad de Kangding (antiguamente, Kangting o Tatsienlu), en la prefectura autónoma tibetana de Garzê, en donde se halla la excatedral del Sagrado Corazón, demolida durante la Revolución Cultural (1966-1976).
En 1950 en la diócesis existían 38 parroquias.

## Historia

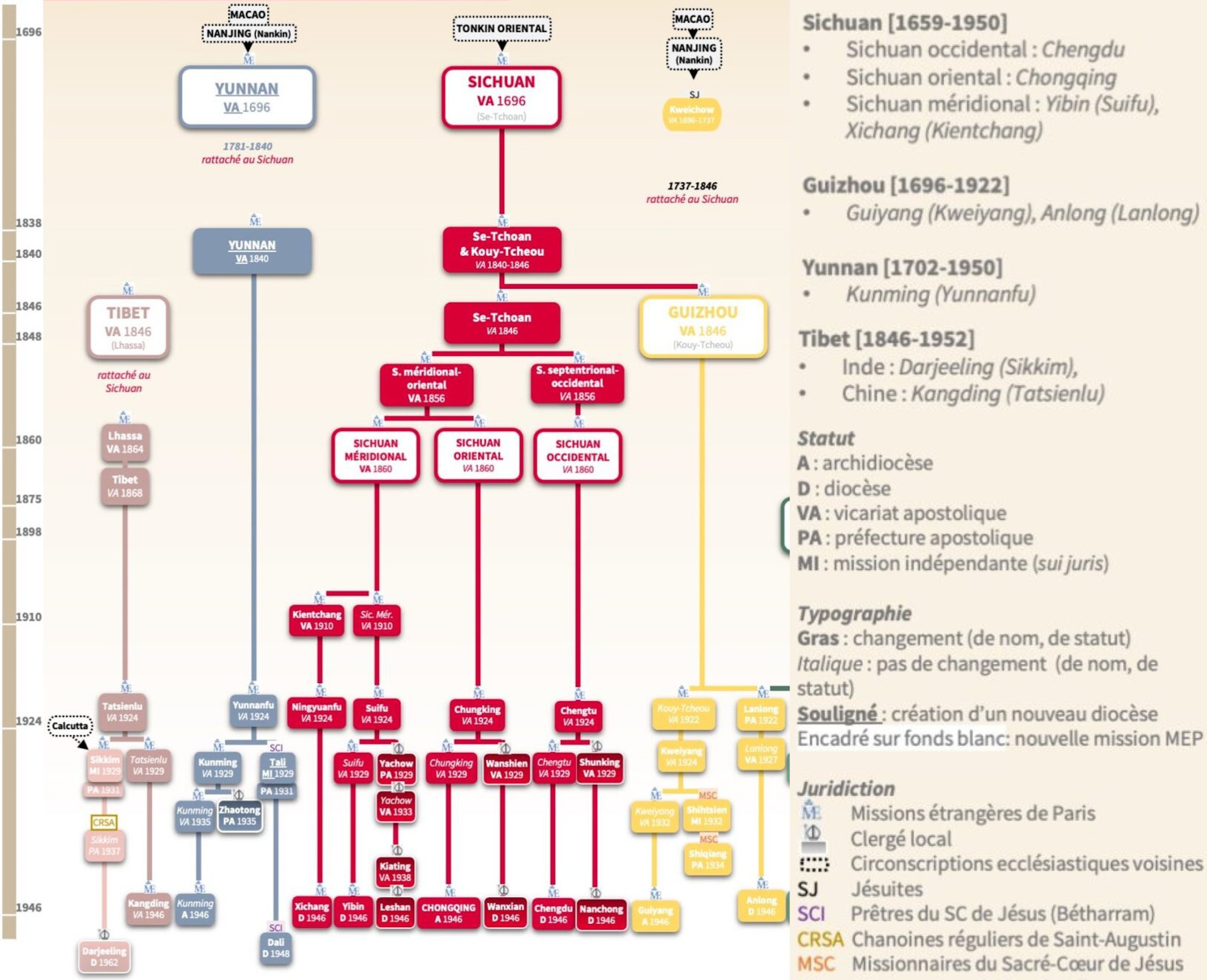
Genealogía de la jurisdicción eclesiástica de la Sociedad de las Misiones Extranjeras de París en Sichuan, con sus tres dependencias: Tíbet (actual diócesis de Kangding), Yunnan y Guizhou

Los primeros intentos de evangelización del Tíbet se remontan al siglo XVII con el portugués de Goa, el padre jesuita António de Andrade († 1634). En el siglo XVIII, la Congregación de Propaganda Fide confió la misión del Tíbet a los capuchinos, quienes fundaron allí una prefectura apostólica. Sin embargo, el fracaso de estas iniciativas llevó a la Santa Sede a anexar el territorio tibetano a la misión del Indostán en 1820, elevado al mismo tiempo al rango de vicariato apostólico con el nombre de vicariato apostólico del Tíbet-Indostán (hoy arquidiócesis de Agra).
El vicariato apostólico de Lhasa fue erigido el 27 de marzo de 1846 con el breve Ex debito del papa Gregorio XVI, obteniendo el territorio del vicariato apostólico del Tíbet-Indostán. La evangelización fue confiada a los misioneros de la Sociedad de las Misiones Extranjeras de París, pero pronto tuvieron dificultades para penetrar en el Tíbet. El primer misionero que logró establecerse en la región fue Charles Renou, que en 1853 fue nombrado prefecto apostólico, y que fundó, junto con los misioneros Fage y Desgodins, la misión de Bonga, en el sudeste del Tíbet. Sólo en 1857 fue posible seguir las indicaciones de Propaganda Fide con el nombramiento del primer vicario apostólico, Jacques-Léon Thomine-Desmazures, obispo titular de Sinópolis,que fijó su residencia en Tatsienlu, el nombre antiguo de la ciudad de Kangding. 
El 18 de febrero de 1850 la región de Asam, que dependía del vicariato apostólico bengalí, fue separada de este y anexada al vicariato apostólico del Tíbet mediante el breve Ex pastoralis muneris del papa Pío IX. En enero de 1858 la Propaganda Fide aprobó una división del territorio, decidida por los vicarios apostólicos del Tíbet, de Se-Chuan Noroccidental y de Se-Chuan Sudoriental, que determinaba los límites de los tres vicariatos apostólicos. El de Lhasa incluía el Tíbet propiamente dicho, Asam y partes de Sichuan y Yunnan, para un total de 117 estaciones católicas y aproximadamente 15 000 fieles, la mayoría de los cuales, sin embargo, se encontraban en las partes del vicariato fuera del Tíbet, donde sólo una estación misionera estaba activa.
En un decreto de Propaganda Fide del 28 de julio de 1868, que asignó nuevos territorios al vicariato apostólico, y donde, sin embargo, ya no se menciona a Asam, aparece por primera vez el doble término "vicariato apostólico del Tíbet o de Lhasa"; posteriormente prevalecerá el nombre de vicariato apostólico del Tíbet. En 1883 se asignó un nuevo territorio al vicariato apostólico consistente en la parte del distrito de Darjeeling situada al este del río Tista (e incluyendo parte del Reino de Sikkim);  En 1898 se decidieron nuevas correcciones territoriales. Finalmente, en 1912 el territorio de Bután, que hasta entonces había pertenecido a la arquidiócesis de Calcuta, fue anexado al vicariato apostólico del Tíbet mediante el decreto Ad evangelicae veritatis.
En 1901 el vicariato apostólico contaba con 1736 fieles, 18 sacerdotes europeos y 1 sacerdote nativo, asistidos por una decena de catequistas y 6 religiosas. En 1910 había 2407 católicos, 21 sacerdotes europeos y alrededor de 600 catecúmenos.
El 3 de diciembre de 1924 tomó el nombre de vicariato apostólico de Tatsienlu en virtud del decreto Vicarii et Praefecti de la Congregación de Propaganda Fide.
El 15 de febrero de 1929 el vicariato apostólico cedió una parte de su territorio (Bután y la parte de Sikkim bajo su jurisdicción) para la erección de la misión sui iuris de Sikkim (hoy diócesis de Darjeeling) mediante el breve In longinquis del papa Pío XI.
El 11 de abril de 1946 el vicariato apostólico fue elevado a diócesis con la bula Quotidie Nos del papa Pío XII, tomando su nombre actual.
En marzo de 1950 la ciudad de Kangding fue ocupada por el Partido Comunista de China, que se impuso en la guerra civil y proclamó la República Popular China el 1 de octubre de 1949. El 4 de septiembre de 1951 China comunista expulsó al nuncio apostólico Antonio Riberi y la Santa Sede continuó reconociendo a la República de China en Taiwán como el legítimo gobierno chino. Todos los misioneros extranjeros fueron expulsados de China comunista en 1952, entre ellos el obispo Pierre-Sylvain Valentin.
La Asociación Patriótica Católica China fue creada con el apoyo de la Oficina de Asuntos Religiosos de la República Popular de China en 1957, con el objetivo de controlar las actividades de los católicos en China. Su nombre público es Iglesia católica china y es referida como la "Iglesia oficial" en contraposición a la "Iglesia subterránea" o "Iglesia clandestina" leal a la Santa Sede.
En el período de 1966 a 1976 la Revolución Cultural se ensañó especialmente contra la religión, destruyéndose numerosas iglesias y cesaron todas las actividades religiosas en la diócesis. La catedral, que ya había sufrido graves daños durante la ocupación china, fue finalmente destruida durante la Revolución Cultural. La diócesis pudo reanudar sus operaciones a principios de la década de 1980.
La Asociación Patriótica Católica China la puso el 24 de marzo de 1984 bajo la administración de la diócesis de Xichang, sin el asentimiento de la Santa Sede.
En 1989, John Baptist Wang Ruohan fue consagrado «obispo clandestino» de Kangding. John Baptist fue detenido por las fuerzas de seguridad chinas en 2011, junto con sus hermanos, el obispo Casimir Wang Milu y el padre John Wang Ruowang, así como un grupo de fieles laicos, que no pertenecen a la Iglesia Católica Patriótica autorizada por el gobierno comunista.
El 22 de septiembre de 2018 se firmó en Pekín el Acuerdo provisional entre la Santa Sede y la República Popular de China sobre el nombramiento de los obispos. El 22 de octubre de 2020 el acuerdo fue prorrogado por otros dos años y en octubre de 2022 por otros dos años más.
Debido a la situación particular de la Iglesia católica en China, la Santa Sede no nombra obispos para las diócesis chinas, que son sedes oficialmente vacantes incluso en presencia de obispos reconocidos por Roma.

## Estadísticas
Según el Anuario Pontificio 2002 la diócesis tenía a fines de 1950 un total de 5870 fieles bautizados.
| Año                                                                             | Población            | Población | Población      | Sacerdotes | Sacerdotes    | Sacerdotes    | Bautizados por sacerdote | Diáconos permanentes | Religiosos | Religiosos | Parroquias |
| Año                                                                             | Bautizados católicos | Total     | % de católicos | Total      | Clero secular | Clero regular | Bautizados por sacerdote | Diáconos permanentes | Varones    | Mujeres    | Parroquias |
| ------------------------------------------------------------------------------- | -------------------- | --------- | -------------- | ---------- | ------------- | ------------- | ------------------------ | -------------------- | ---------- | ---------- | ---------- |
| 1950                                                                            | 5870                 | 4 000 000 | 0.1            | 16         | 6             | 10            | 366                      |                      |            | 30         | 38         |
| Fuente: Catholic-Hierarchy, que a su vez toma los datos del Anuario Pontificio. |                      |           |                |            |               |               |                          |                      |            |            |            |

## Episcopologio

### Vicarios apostólicos de Lhasa
- - Ignazio Persico, O.F.M. Cap. (19 de diciembre de 1856-1860)

- Charles Renou, M.E.P. † (21 de marzo de 1853-1857 renunció)

- Jacques-Léon Thomine-Desmazures, M.E.P. † (17 de febrero de 1857-28 de agosto de 1864 renunció)
- Joseph-Marie Chauveau, M.E.P. † (9 de septiembre de 1864-28 de julio de 1868)

### Vicarios apostólicos del Tíbet
- Joseph-Marie Chauveau, M.E.P. † (28 de julio de 1868-21 de diciembre de 1877 falleció)
- Félix Biet, M.E.P. † (27 de agosto de 1878- 9 de septiembre de 1901 falleció)
- Pierre-Philippe Giraudeau, M.E.P. † (9 de septiembre de 1901 por sucesión-3 de diciembre de 1924)

### Vicarios apostólicos de Tatsienlu
- Pierre-Philippe Giraudeau, M.E.P. † (3 de diciembre de 1924-9 de agosto de 1936 renunció)
- Pierre-Sylvain Valentin, M.E.P. † (6 de agosto de 1936 por sucesión-11 de abril de 1946 nombrado obispo)

### Obispos de Kangting/Kangding
- Pierre-Sylvain Valentin, M.E.P. † (11 de abril de 1946-7 de enero de 1962 falleció)
  - Sede vacante
  - John Baptist Wang Ruohan (noviembre de 1989-?) (obispo clandestino)